# Mehrgenerationenhaus
Der nicht geschützte Begriff Mehrgenerationenhaus (auch Mehr-Generationen-Haus geschrieben) bezeichnet ein Haus oder Gebäude, das generationenübergreifend als Wohnraum oder offener Treff genutzt wird. Je nach Ausgestaltung bezieht sich der Begriff auf:
- eine generationenübergreifende Haus- oder Wohngemeinschaft, oft auch Multigenerationenhaus, Mehrgenerationen-Wohnen genannt, die als langfristig angelegte Lebensform für das freiwillige Zusammenleben mehrerer unabhängiger und verschieden alter Personen in einer sehr großen Wohnung oder einem Haus gewählt wurde. Es handelt sich dabei in der Regel um mindestens zwei separate Wohneinheiten. Allgemeine Räume wie Bad, Sauna, Gemeinschaftsküche, Hobbyräume, Atelier, Gästezimmer, evtl. Wohnzimmer und Gartenflächen werden dabei nach vereinbarten Regeln gemeinsam genutzt. Der Begriff wird nicht einheitlich verwendet. Es kann sich dabei um eine reine Wohn- oder Zweckgemeinschaft handeln, bis hin zu einer Form des Zusammenlebens von gemeinsam wirtschaftenden nicht verwandten Personen, um so den einzelnen und gemeinsamen Lebensunterhalt zu sichern.
- offene Treffpunkte, an denen sich Angehörige verschiedener Generationen begegnen, austauschen und sich gegenseitig unterstützen. Seit 2003 bezeichnet der Begriff in Deutschland auch einen offenen Tagestreffpunkt mit einem familienorientierten, vor allem auf Selbsthilfe oder Ehrenamt beruhenden Angebot an Aktivitäten und Dienstleistungen; in diesem Sinne vereinen Mehrgenerationenhäuser häufig die Leistungen von Stadtteil-, Mütter- oder Familienzentren, Begegnungsstätten, Kindertagesstätten und Seniorentreffpunkten zu generationenübergreifenden Angeboten. In ländlichen Gebieten werden solche Begegnungsstätten auch Dorfgemeinschaftshaus genannt.

Beiden Bedeutungen ist gemeinsam, dass sie auf dem Wunsch basieren, das Miteinander und die gegenseitige Unterstützung von Jung und Alt neu zu beleben. Der so verwendete Begriff steht damit bewusst gegen Formen des Generationenkonflikts. Oft wird als Bezugspunkt in diesem Zusammenhang das Zusammenleben in Großfamilien genannt, in denen der Alltag von mehreren Generationen gemeinsam gemeistert wird.
Es gibt auch Mischformen, bei denen in beispielsweise in einer Servicewohnanlage eines sozialen Trägers zugleich Angebote für Familien (etwa eine Kindertagesstätte) untergebracht sind.

## Mehrgenerationenhaus als gemeinsames Wohnen
Das Mehr-Generationen-Haus orientiert sich am örtlichen Bedarf von konkret gemeinsam planenden Personen und ist meistens offen, weitere Personen einzubeziehen. Kristallisationskern kann dabei eine vorhandene Wohngemeinschaft, gemeinsame religiöse oder philanthropische Überzeugung oder auch die Abgrenzung zu Männern oder Frauen sein. Die Generationen bieten sich wechselseitig selbst Dienstleistungen wie Teile der Haushaltsführung, Kinder- und Seniorenbetreuung an. Der Grad der Verbindlichkeit des Service kann frei vereinbart werden. Viele Beratungsstellen unterstützen die Gründung und Durchführung von Wohnprojekten. Als Architektenmodell wurde das Mehr-Generationen-Haus bereits mehrfach in Berlin und der Schweiz umgesetzt. Interessenten lernen sich größtenteils erst in der Planungsphase kennen und treffen untereinander sowie mit dem vermittelnden Architekten genaue Absprachen. Bauträger können gewerbliche Anbieter oder die privaten Selbstnutzer sein. Durch die abgeschlossenen Wohneinheiten für jede beteiligte Familie bzw. Einzelperson kann nicht von einer (Senioren-)Wohngemeinschaft die Rede sein.
Eine größere Wohnanlage, bei der die Integration unterschiedlicher Bevölkerungsgruppen im Vordergrund steht, wird häufig als Integriertes Wohnen (IWO) bezeichnet – insbesondere in der Städteplanung und in einem Zusammenhang mit dem sozialen Wohnungsbau.
Bei einem Mehrgenerationenhaus ist die körperliche Altenpflege oder die komplette Kindererziehung (1. bis 5. Lebensjahr) üblicherweise nicht Bestandteil der Vereinbarungen. Allerdings hoffen viele Beteiligte, dass sie durch ihr Engagement die Notwendigkeit der Inanspruchnahme professioneller Altenpflege oder Kinderpädagogik deutlich hinausschieben und evtl. sogar vermeiden können. Hintergrund ist der hohe Anteil ehrenamtlicher Altenpflege in den jetzt noch oft in einem Haus zusammen lebenden Zwei-Generationen-Familien (jedoch mit zwei getrennten Haushalten). Dieser Anteil wird als Hinweis auf die Machbarkeit gesehen. Hierin unterscheidet sich das Modell auch vom Betreuten Wohnen, das auf eine altenpflegerische Rund-um-die-Uhr-Betreuung zielt. Ähnliches gilt entsprechend für die vielen weitgehend privat betriebenen Kinderkrippen.
Alleinerziehende zeigen im Vergleich zu anderen Familien zwar ein größeres Interesse an Wohnprojekten, ihnen fällt aber die Finanzierung vergleichsweise schwerer.

## Mehrgenerationenhaus als Tagestreffpunkt
Es gibt viele verschiedene Modelle für Mehr-Generationen-Häuser, unter anderem in Deutschland, Österreich und der Schweiz.
In Deutschland folgten auf das Aktionsprogramm Mehrgenerationenhäuser I (2006–2011) das Aktionsprogramm Mehrgenerationenhäuser II (2012–2016), das Bundesprogramm Mehrgenerationenhaus (2017–2020) und das 2021 gestartete Anschlussprogramm (Bundesprogramm Mehrgenerationenhaus. Füreinander Miteinander). Die Grundausrichtung blieb über die Jahre gleich geblieben, die konkrete Ausgestaltung des Programms wurde weiterentwickelt. Im Folgenden ist vor allem das Aktionsprogramm Mehrgenerationenhäuser I dargestellt.

### Das Aktionsprogramm Mehrgenerationenhäuser der Bundesrepublik Deutschland

Blick auf das Mehrgenerationenhaus "Haus der Zukunft" im Bremer Ortsteil Lüssum-Bockhorn. Die Architektur des Gebäudes wurde mit dem BDA-Preis Bremen 1998 ausgezeichnet

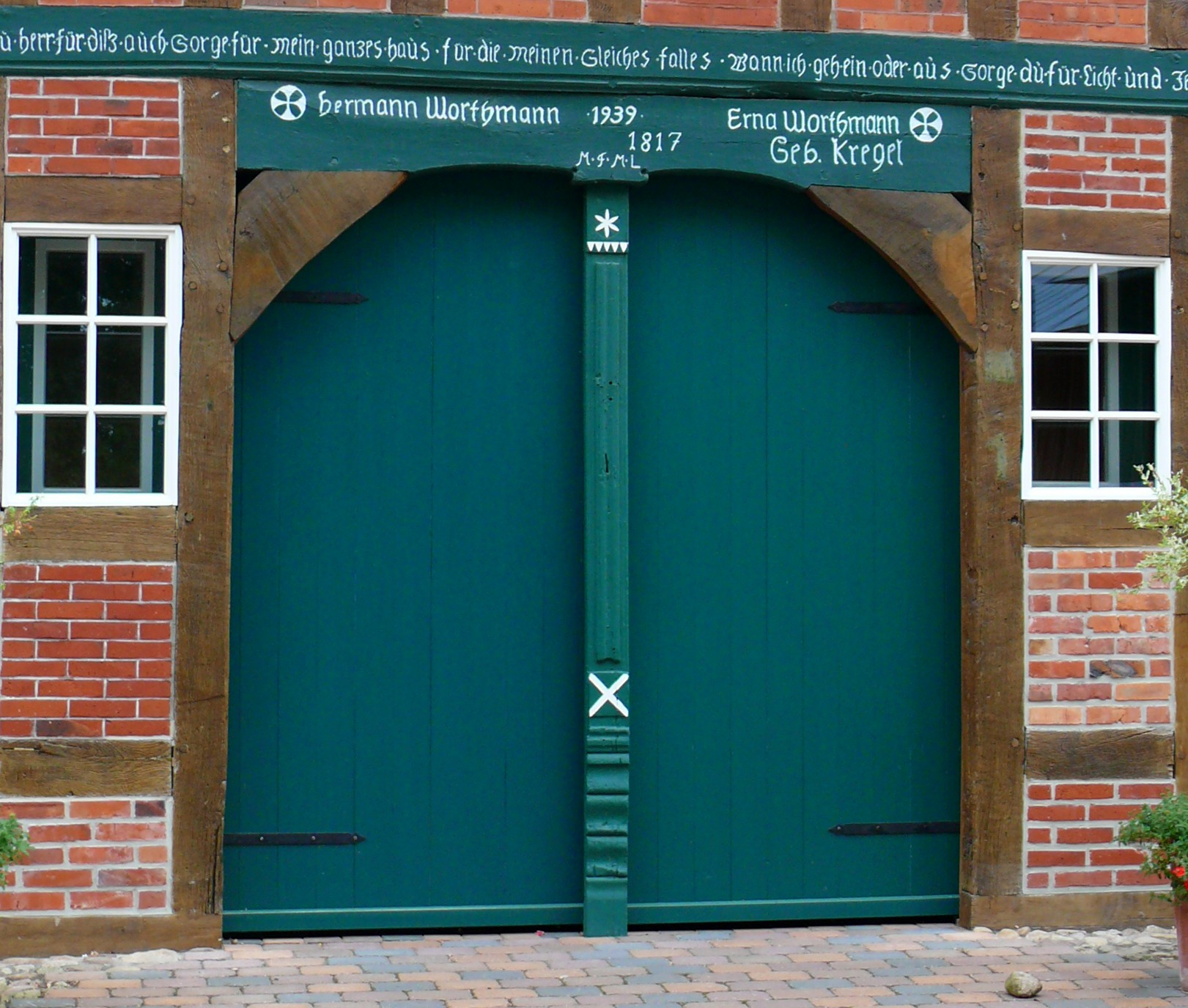
Tor des Mehrgenerationenhauses "Wortmanns Hoff" von 1817 – seit 2005 Mehrgenerationenhaus in Waffensen (Stadtteil von Rotenburg/Wümme)

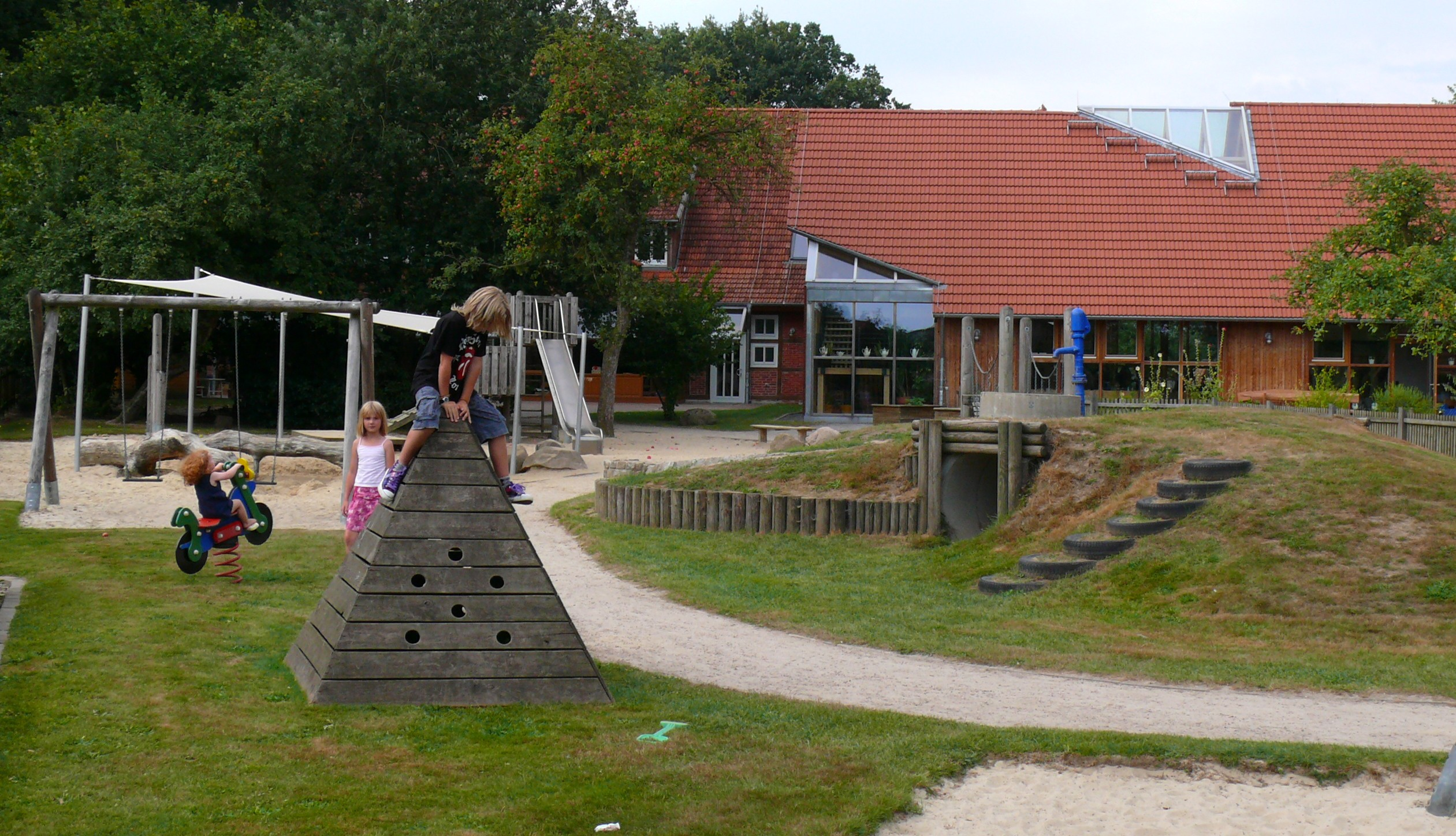
Blick auf das Mehrgenerationenhaus in Waffensen (Stadtteil von Rotenburg/Wümme) – Der Spielplatz gehört zum Kindergarten hinten links. Im Neubau (Mitte) ist oben ein Turn- und Gymnastik-Raum. Im Altbau (hinten) befindet sich der Versammlungssaal.

Das Aktionsprogramm Mehrgenerationenhäuser hatte seinen Ursprung in Niedersachsen. Dort initiierte Ursula von der Leyen als niedersächsische Familienministerin die Förderung von Mehrgenerationenhäusern im Sinne offener Nachbarschaftstreffpunkte. In solchen Häusern sollen familienorientierte Aktivitäten und Dienste für Jung und Alt vor allem ehrenamtlich angeboten werden. Darüber hinaus sollen sie das Miteinander der Generationen und die Hilfe zur Selbsthilfe fördern. Träger eines solchen Hauses kann die Kommune, eine Kirchengemeinde oder ein freier Träger wie ein Verein oder ein Sozialverband sein.
Nach Ursula von der Leyens Wechsel in das Amt der Bundesfamilienministerin initiierte sie das Aktionsprogramm Mehrgenerationenhäuser auf Bundesebene. Die erste Ausschreibungsphase des Aktionsprogramms Mehrgenerationenhäuser wurde im Herbst 2006 abgeschlossen. In dieser ersten Phase wurden 200 Häuser ausgewählt, die bis zum Frühjahr 2007 ihre Arbeit im Aktionsprogramm Mehrgenerationenhäuser aufnahmen. Am 16. April 2007 startete die zweite Bewerbungsphase; der jeweiligen Einrichtung wurden für die Dauer von fünf Jahren Zuschüsse in Höhe von 40.000 Euro pro Jahr und Einrichtung gewährt. Nach Ende der zweiten Phase gab es Anfang 2008 bundesweit 500 Mehrgenerationenhäuser.

### Ziele des Aktionsprogramms
Ziel des Aktionsprogramms Mehrgenerationenhäuser ist es, überall in Deutschland offene Tagestreffpunkte entstehen zu lassen und zu fördern, an denen sich die Generationen in alltäglichen Situationen begegnen und gegenseitig unterstützen. Sie sollen den Austausch der Generationen fördern, die Weitergabe von Alltags- und Sozialkompetenzen zwischen Jung und Alt gewährleisten und so auch die Chancen und Potenziale des demografischen Wandels für die Gesellschaft erschließen. Voraussetzungen, um ein Mehrgenerationenhaus im Aktionsprogramm des Bundes zu werden, sind ein Angebot zur Kinderbetreuung und ein offenes Café. Ein weiteres wichtiges Unterscheidungsmerkmal des Bundesprogramms gegenüber ähnlichen regionalen Aktionen ist der starke Fokus auf familiennahe Dienstleistungen. Diese Dienstleistungen können vom Einkaufsservice für ältere Menschen über Essensangebote und Putzhilfen bis zur Vermittlung von Betreuungsangeboten reichen. Ein weiterer Schwerpunkt des Bundesprogramms ist die Förderung freiwilligen Engagements (Ehrenamt) – gleichberechtigt neben professionellen Kräften. Mehrgenerationenhäuser sind daher nicht nur Orte der Begegnung, sondern bieten den Menschen in der Region kostengünstige Dienstleistungen für die Unterstützung im Alltag.
Ein Mehrgenerationenhaus soll auf diese Weise, ähnlich wie bereits zuvor ein Familienzentrum, auf die Familie und den sozialen Raum bezogene Angebote schaffen und bündeln. So sollen Angebote transparenter werden und stärker aufeinander bezogen sein und zugleich den nachfragenden Personen Wege ersparen.

### Wirkungen und Nachhaltigkeit des Aktionsprogramms
Die Wirkungen des Aktionsprogramms Mehrgenerationenhäuser wurden von einem unabhängigen Evaluationsunternehmen untersucht. Sie wurden überwiegend positiv beurteilt. Hervorgehoben wird die seit Beginn des Aktionsprogramms zunehmende Generationenbegegnung, die sich in steigenden Werten des Generationenindex von durchschnittlich 0,62 (2007) auf 0,67 (2011) ausdrückt. In drei Viertel der Angebote von Mehrgenerationenhäusern kommt es zu einer Begegnung von Jung und Alt. Wirkungen wurden besonders dann erzielt, wenn es den Mehrgenerationenhäusern gelungen ist, sich zu einer sozialen Anlaufstelle zu entwickeln, da dies den direkten Zugang zu Menschen unterschiedlicher Generationen, freiwillig Engagierten, pflegenden Angehörigen sowie Interessenten an Kinderbetreuung und haushaltsnahen Dienstleistungen erleichtert.
Weitere Wirkungen wurden in folgenden Bereichen identifiziert:
- verbesserte Vernetzung innerhalb der Kommune
- bürgerschaftliches Engagement
- Impulse im ländlichen Raum
- haushaltsnahe Dienstleistungen
- Kinderbetreuung
- Altenpflege und Demenz

Die Nachhaltigkeit des Aktionsprogramms Mehrgenerationenhäuser wurde von der Wirkungsforschung verhalten beurteilt. Untersucht wurde die Nachhaltigkeit der Programminnovationen und der durch das Programm geförderten Aktivitäten. Eine Analyse der individuellen Wirkungen auf Ebene der Nutzer erfolgte nicht. Die Wirkungsforschung stellt fest, dass die im Aktionsprogramm geförderten Aktivitäten der Mehrgenerationenhäuser ohne Förderung schwierig fortzuführen sind: Nur bei etwa der Hälfte der 20 vertieft untersuchten Mehrgenerationenhäusern geht die Wirkungsforschung von einer Fortsetzung der Programmaktivitäten aus.
Die Nachhaltigkeit des Aktionsprogramms äußert sich vielmehr in den geschaffenen Organisationsstrukturen innerhalb der Einrichtungen und im lokalen Umfeld. Erfolgsfaktoren für die organisatorische Nachhaltigkeit sind die Kooperation mit der Kommune und ihre Einbindung in Steuerungsgremien der Mehrgenerationenhäuser sowie die gemeinsame Durchführung von Aktivitäten mit Kooperationspartnern. An der Nachhaltigkeitsanalyse wurde kritisiert, dass nur das Nachhaltigkeitspotenzial, nicht jedoch die tatsächliche Nachhaltigkeit untersucht werden konnte.

### Die finanzielle Förderung
In Niedersachsen beteiligt sich das Land an der Finanzierung für jedes Mehrgenerationenhaus mit rund 40.000 Euro pro Jahr für eine Dauer von 5 Jahren. Die Investitions- und Betriebskosten der Mehrgenerationenhäuser werden dort von den Kommunen oder den Trägern übernommen. Auch im Aktionsprogramm Mehrgenerationenhäuser stehen 40.000 Euro pro Jahr sowohl aus Bundesmitteln als auch aus dem Europäischen Sozialfonds (ESF) für eine Dauer von 5 Jahren zur Verfügung. Nach dieser Förderphase sollen die einzelnen Häuser sich durch Dienstleistungen oder Sponsoren (Kooperation mit der Wirtschaft) selbst finanzieren können.

### Aktuelle Situation
Inzwischen (Stand: 2020) gibt es rund 530 vom bundesdeutschen Fördersystem geförderte Mehrgenerationenhäuser. Durchschnittlich waren in einem Mehrgenerationenhaus im Jahr 2020 sieben Hauptamtliche und 62 freiwillig Engagierte tätig; das Haus und seine Angebote wurde durchschnittlich von 86 Menschen pro Tag genutzt; der offene Treff war durchschnittlich 34 Stunden pro Woche geöffnet und wurde von durchschnittlich 28 Menschen am Tag genutzt. Diese Zahlen lagen 2020 deutlich niedriger als im Vorjahr.
Das am 1. Januar 2021 gestartete Bundesprogramm Mehrgenerationenhaus. Miteinander – Füreinander, das bis zum Jahr 2028 läuft, fördert rund 530 Mehrgenerationenhäuser mit Vorerfahrungen aus dem Bundesprogramm Mehrgenerationenhaus (2017 bis 2020).'

## Mischformen
Es gibt auch Mischformen, bei denen ein sozialer Träger Wohn- und Serviceangebote für mehrere Generationen vorhält. Beispielsweise bietet die AWO in einer Servicewohnanlage in Altenburg zugleich betreutes Wohnen für Ältere und Plätze in einer Kindertagesstätte an, wobei gemeinsame Projekte zwischen den Senioren und den Kindern vorgesehen sind. Auch eine Projektstudie in Hamburg befasst sich mit den Möglichkeiten, Wirkungen und Grenzen professionell begleiteter intergenerativer Begegnungen.

### WIR Projekt
Seit 1985 besteht in Gauselfingen im Jercoma-Gebäude ein Projekt, das neben der Wohnmöglichkeit auch Arbeitsplätze bietet.

### Zur Wohnform
- Die Plattform Intergeneration sammelt alle generationenübergreifenden Wohnformen in der Schweiz.
- Themenbereich „Mehrgenerationenhaus“ im Projekt Balance-Familie-Beruf (Memento vom 4. März 2016 im Internet Archive)
- Ein Projekt des Vereins PRO DEM zur Veränderung … des sozialen Lebens von Familien mit Demenzkranken und für ein generationenübergreifendes Miteinander aller Menschen in Stuhr und Weyhe.
- Das nationale Netzwerk generationenverbindender Projekte aus der Schweiz
- Verein Forum Gemeinschaftliches Wohnen
- Erstes Großprojekt in der Schweiz (Winterthur)
- Erstes Mehrgenerationenhaus Deutschlands, in dem sich die Generationen nicht nur treffen, sondern unter einem Dach leben.

### Zur Treffpunktfunktion
- Seite des Aktionsprogramms Mehrgenerationenhäuser
- Aktionsprogramm Mehrgenerationenhäuser (PDF; 2,8 MB) des dt. Bundesministerium für Familie, Senioren, Frauen und Jugend
- Aktionsprogramm Mehrgenerationenhäuser – Die ersten 59 Häuser Download einer PDF-Datei (450 kB)
- Informationen des niedersächsischen Familienministeriums
- Heike Lattka, Stefan Toepfer: "Mehrgenerationenhäuser" sind Begegnungsstätten für Jung und Alt. In: Rhein-Main-ZeitungFrankfurt vom 17. Dezember 2007. (Danach sind es 460 Häuser derzeit.)